# 钦诺维茨
钦诺维茨（德語：Zinnowitz）是德国梅克伦堡-前波美拉尼亚州的市镇，隶属于前波美拉尼亚-格赖夫斯瓦尔德县。总面积为8.89平方千米，截至2023年12月31日总人口为4,200人。